# 国際諜報局
『国際諜報局』（こくさいちょうほうきょく、The Ipcress File）は、1965年のイギリスのスパイ映画。

## 概要
ストーリーはレン・デイトンが1961年に発表した小説『イプクレス・ファイル』が原作。イアン・フレミングの原作による派手なプレイボーイ・スパイのジェームズ・ボンドが小説で人気を集め、映画化も持ち上がっていた時期に、そのアンチテーゼとして執筆された。「労働者階級の横着なサラリーマンスパイ」が、冷戦下の東西対立を背景に、敵の見えない錯綜した謀略に巻き込まれてゆくスパイ・サスペンスで、洗脳をストーリーに取り入れた点でもユニークな作品である。
ジェームズ・ボンドを皮肉ったような晦渋かつ韜晦だらけの原作であったが、ボンド映画のプロデューサーの一人でもあるハリー・サルツマンに気に入られ、音楽まで初期ボンド映画の担当でもあったジョン・バリーを起用して映画化されることになった。
原作を巧みにダイジェストしたシリアスな脚本と、シドニー・フューリーの硬質な演出、オットー・ヘラーの撮影による強いコントラスト・色彩を活かした映像（赤色が巧みにモチーフとして使われている）、そして主人公ハリー・パーマー役のマイケル・ケインの、半ば飄々としつつもハードボイルドな演技が相乗して個性的なスパイアクション映画となり、1965年の英国アカデミー賞で作品・撮影等計3部門を受賞するなど、高く評価された。1999年の英国映画協会（BFI）による20世紀のイギリス映画トップ100では59位にランクされている。

### アンチヒーローの設定
主人公は原作では1人称の語り手である設定を活かして全編名無しで描写されていたが、さすがに映画で無名を通すのは難しいため、マイケル・ケインとハリー・サルツマンらは「できるだけ『間抜けに聞こえる』名を付けよう」という基準で「ハリー・パーマー」という締まらない名前を考え出した（「ハリー」の名は、話し合いの最初でケインが口を滑らせて思い付いてしまったもので、すぐハリー・サルツマンの名に気付いて取り消そうとしたが、サルツマンはへこみつつも「それでいい」と運命を受け入れた）。
主人公パーマーは、アクションに似つかわしくない黒縁眼鏡を着用、育ちの悪さを露呈させるあけすけな下層階級なまりで、1960年代前期当時の男性としては珍しく料理一切を自分で作り、スーパーマーケットへ買い物に行くような男として描かれている（スーパーで、典型的エスタブリッシュメントの上司であるロス大佐とショッピングカートを押して接触するとぼけたシーンでは、缶詰のマッシュルームはフランス産がいいと主張する）。原作の設定をさらに巧みに誇張した形で、このために当時イギリスでは犯罪者扱いされた同性愛者と見られかねなかったことから、その打消しのため、随所でパーマーが女好きであることを強調するような描写が差し挟まれている。
冒頭、諜報員殺害事件の描写から一転してのオープニングタイトルは、ジョン・バリーのミディアムテンポで流れる緊張感あふれるテーマ曲（"A Man Alone" の別名があり、劇中繰り返し使われる）をバックに始まる。朝、一人暮らしの安アパートで起床したパーマーが手際よく身繕いし、コーヒープレスで自ら淹れたコーヒーを飲みつつ、下世話な大衆新聞「ザ・サン」の求人欄を鉛筆でチェックする（転職したいという目論見満々の）様子を淡々と描写し、その後のシークエンスでの「仕事に乗り気でない適当なサラリーマンぶり、楽に仕事をするための妙な要領の良さ」も含め、エリート・スパイたるジェームズ・ボンドの対極にある等身大なアンチヒーローの姿を、ユーモア混じりに提示した。それだけに中盤以降シリアスなシークエンスでのパーマーのリアルな硬派ぶりが際立ち、ありきたりのヒーローとは異なった個性ある主人公像を作り出すことに成功している。
なお自身も料理が得意な原作者のデイトンは、パーマーが自宅で料理をするシークエンスで、ケインの顔が映るシーン以外の手先を代役し、卵を片手で割ってフライパンに落とすなど、料理の鮮やかな腕前を見せている。

### 続編と後年への影響
デイトン原作、ケイン主演の本作は好評で、本作とその続編はハリー・パーマー三部作として1966年に『パーマーの危機脱出』（ガイ・ハミルトン監督）、1967年に『10億ドルの頭脳』（ケン・ラッセル監督）が製作された。その約30年後にロシア・サンクトペテルブルクの撮影所レンフィルムを利用しロシアロケしたオリジナルのテレビ・ムービーとして『国際諜報員ハリー・パーマー/Wスパイ』『国際諜報員ハリー・パーマー/三重取引』の2作が製作された。いずれの作品もハリー・パーマー役はマイケル・ケインが演じた。
パーマー三部作は、サスペンス映画としての優れた内容と、マイケル・ケインのはまり役ともいうべき好演とが相まって、1960年代に大量に作られた007亜流のスパイ映画一般とは別格のカルト的な評価を受けており、特にイギリスでは後年まで人気が高い。
のちに制作されたコメディスパイ映画『オースティン・パワーズ』の主人公はハリー・パーマー のパロディキャラクターであり、それは「主人公が眼鏡着用の1960年代から来たスパイ」という設定に端的に表れている。3作目では、マイケル・ケインが主人公の父親役として様相も同じにして登場した。
劇中でハリー・パーマーの顔の一部と言えるほどの存在感を示したセルの黒縁眼鏡フレームは、イギリスの老舗オリバー・ゴールドスミスの「コンサル」で、パーマーゆかりのモデルとなり、後年復刻モデルが作られるほどの定番製品となっている。

## ストーリー
イギリス陸軍軍曹ハリー・パーマーはベルリン駐留中、軍の物資横流し行為を働いていた厄介者。悪事露見で逮捕されたが、その抜け目のなさを英国国防省のロス大佐に見込まれ、懲役免除の代わりにスパイ活動を引き受けさせられた、わけありの男である。
原子力技術の権威ラドクリフ博士が何者かに誘拐され、護衛の諜報部員が殺害される事件が発生した。パーマーは死んだ諜報員の代わりに、ダルビー少佐率いる秘密情報部に派遣されて博士の行方を探すことになった。
「ブルージェイ」の通称で知られる男が率いる国際的な営利誘拐組織が事件の黒幕で、ラドクリフの身柄を東西両陣営に金次第で売り飛ばそうと目論んでいるらしい。捜査過程で「イプクレス(Ipcress)」なる意味不明の謎のワードが浮上する。
四苦八苦の末に誘拐組織とコンタクトを取り、多額の身代金でラドクリフを取り戻したパーマーたちだったが、この時射殺した怪しい人物はやはり誘拐組織を追っていたアメリカ中央情報局（CIA）の局員と判明。パーマーたちはCIAと険悪な状態に陥る。しかも救い出したラドクリフは洗脳によって精神を破壊されていた。
パーマーたちは誘拐組織を追求するため捜査を進めるが、続いてパーマーの同僚、CIAの工作員が立て続けに殺害される。身辺の危機を悟ったパーマーは身を隠そうとするが敵手に落ち、過酷な洗脳措置にかけられることになる。

## キャスト
| 役名               | 俳優                   | 日本語吹替                                                            |
| 役名               | 俳優                   | TBS版                                                                 |
| ------------------ | ---------------------- | --------------------------------------------------------------------- |
| ハリー・パーマー   | マイケル・ケイン       | 金内吉男                                                              |
| ダルビー少佐       | ナイジェル・グリーン   | 家弓家正                                                              |
| ロス大佐           | ガイ・ドールマン       | 西田昭市                                                              |
| ジーン・コートニー | スー・ロイド           | 来宮良子                                                              |
| カーズウェル       | ゴードン・ジャクソン   | 田中信夫                                                              |
| ブルージェイ       | フランク・ガトリフ     | 滝口順平                                                              |
| ラドクリフ博士     | オーブリー・リチャーズ |                                                                       |
| バーニー           | トーマス・バプティスト |                                                                       |
| 不明 その他        |                        | 近藤高子 友近恵子 川路夏子 村松康雄 細井重之 石井敏郎 加藤修 納谷六朗 |
|                    |                        |                                                                       |
| 演出               | 演出                   | 高木謙                                                                |
| 翻訳               | 翻訳                   | 磯村愛子                                                              |
| 効果               |                        |                                                                       |
| 調整               |                        |                                                                       |
| 制作               | 制作                   | グロービジョン                                                        |
| 解説               | 解説                   | 荻昌弘                                                                |
| 初回放送           | 初回放送               | 1971年1月18日 『月曜ロードショー』                                    |

※日本語吹替はDVDに再放送短縮版が収録

## スタッフ
- 製作：ハリー・サルツマン
- 監督：シドニー・J・フューリー
- 製作総指揮：チャールズ・D・カッシャー
- 脚本：ビル・キャナウェイ、ジェームズ・ドーレン
- 撮影：オットー・ヘラー
- プロダクションデザイン：ケン・アダム
- 美術：ピーター・マートン
- 編集：ピーター・ハント
- キャスティング： ウェストン・ドルーリー・Jr
- 音楽：ジョン・バリー

## 受賞とノミネート
| 映画祭・賞       | 部門                 | 候補                                    | 結果       |
| ---------------- | -------------------- | --------------------------------------- | ---------- |
| 英国アカデミー賞 | 英国作品賞           | シドニー・J・フューリー                 | 受賞       |
| 英国アカデミー賞 | 最優秀英国男優賞     | マイケル・ケイン                        | ノミネート |
| 英国アカデミー賞 | 脚本賞               | ビル・キャナウェイ ジェームズ・ドーレン | ノミネート |
| 英国アカデミー賞 | 撮影賞（カラー部門） | オットー・ヘラー                        | 受賞       |
| 英国アカデミー賞 | 美術賞（カラー部門） | ケン・アダム                            | 受賞       |